# Benny and Joon
Pour les articles homonymes, voir Benny et Joon.
Pour plus de détails, voir Fiche technique et Distribution.
Benny and Joon est un film américain réalisé par Jeremiah S. Chechik, sorti en 1993. 

## Synopsis
Ce film raconte l'histoire d'un frère et d'une sœur, orphelins, Benny (Benjamin) et Joon (Juniper). Depuis que leurs parents sont morts dans un accident de voiture, Benny s'occupe seul de sa petite sœur, atteinte de schizophrénie. En effet Joon ne peut supporter d'être en état de stress, a des comportements irrationnels et parfois dangereux. Benny, pour s'occuper d'elle, doit être disponible à chaque instant et ce, malgré les assistantes sociales qui « gardent » Joon, et sont toutes renvoyées les unes après les autres par cette dernière. Il refuse également de s'engager avec Ruthie, estimant que sa vie est "compliquée"
Lors d'une partie de poker, Mike, un ami de Benny, mise avec Joon l'hébergement de son cousin chez elle, car celui-ci s'est installé chez lui depuis une semaine et il affirme ne plus pouvoir le supporter. Joon perd la partie, et ils se retrouvent forcés d'accueillir le jeune homme chez eux. Sam, puisque c'est ainsi qu'il s'appelle, est un personnage très excentrique et fasciné par le cinéma, plus ou moins ancien. Il tente de ressembler au fameux Buster Keaton, acteur burlesque du cinéma muet. De ce fait, il est capable d'exécuter de nombreux gags burlesques, certes défraîchis mais toujours aussi efficaces.
En apprenant à se connaître, Sam et Joon tombent amoureux, mais leur situation est complexe puisque Benny veille encore sur elle comme sur sa propre fille et que Sam n'a pas réellement conscience de l'importance du handicap de Joon. Lorsque Benny découvre leur idylle, il chasse Sam, qui décide donc de s'enfuir avec son amour. Joon, soumise à un stress intense et en proie à des sentiments mêlés, fait une crise d'angoisse dans un bus, et son psychiatre la fait interner.
Benny se sent coupable envers Joon mais celle-ci l'accuse d'avoir besoin qu'elle soit malade pour devoir s'occuper d'elle. Il accepte qu'elle prenne son propre appartement avec Sam dans le bâtiment de Ruthie où elle peut être assistée.
Benny vient apporter des fleurs à Ruthie en lui expliquant que sa vie est désormais moins "compliquée". Il apporte également d'autres fleurs à sa sœur mais les laisse à la porte en voyant Sam et Joon faisant toaster des sandwiches avec le fer à repasser.

## Fiche technique
- Titre : Benny and Joon
- Réalisation : Jeremiah S. Chechik
- Scénario : Barry Berman d'après une histoire de Barry Berman et Lesley McNeil
- Photographie : John Schwartzman (en)
- Montage : Carol Littleton
- Musique : Rachel Portman
- Production : Susan Arnold et Donna Roth ; Bill Badalato (exécutif)
- Société de production : Metro-Goldwyn-Mayer
- Société de distribution : Metro-Goldwyn-Mayer
- Pays d'origine:  États-Unis
- Langue : anglais
- Format : Couleur (Eastmancolor) – 35mm  – 1,85:1 – Son Dolby
- Durée : 98 minutes
- Dates de sortie : 
  -  États-Unis : 16 avril 1993
  -  France : 21 juillet 1993

## Distribution
- Johnny Depp (VF : Mathias Kozlowski) : Sam
- Mary Stuart Masterson (VF : Virginie Ogouz) : Juniper Joon Pearl
- Aidan Quinn (VF : Éric Missoffe) : Benjamin Benny Pearl
- Julianne Moore (VF : Rafaèle Moutier) : Ruthie
- Oliver Platt (VF : Georges Caudron) : Eric
- CCH Pounder (VF : Marie-Christine Darah) : Dr Garvey
- Dan Hedaya (VF : Jean-Claude Robbe) : Thomas
- Joe Grifasi (VF : Gilbert Lévy) : Mike
- William H. Macy (VF : Philippe Peythieu) : Randy Burch
- Liane Alexandra Curtis : Claudia
- Eileen Ryan (VF : Nicole Favart) : Mme Smail
- Waldo Larson (VF : Jean-Claude Sachot) : Waldo

## Bande originale
Le film a fait connaître une chanson du groupe écossais The Proclaimers. La chanson I Am Gonna Be/500 Miles est sortie en 1988 en Grande-Bretagne, mais a connu le succès à partir de 1993, après la sortie du film. Aux États-Unis, la chanson est considérée comme faisant partie du début des années 1990[réf. nécessaire], alors qu'elle a été enregistrée dans les années 1980.

## Production
Le film a été tourné à Spokane dans l'État de Washington.

## Box-office
- États-Unis : ~ 23 261 580 $ US[réf. nécessaire]